# Alionoctula minahassae
Alionoctula minahassae is een zoogdier uit de familie van de gladneuzen (Vespertilionidae). De wetenschappelijke naam van de soort werd voor het eerst geldig gepubliceerd door Meyer in 1899.